# Slutförvar för radioaktivt driftavfall
SFR, Slutförvaret för kortlivat radioaktivt avfall, kallas den anläggning för slutförvaring av radioaktivt avfall som är belägen vid Forsmarks kärnkraftverk. Anläggningen ligger 60 meter under havsbotten. Här tar man hand om låg- och medelaktivt radioaktivt driftavfall från de svenska kärnkraftverken, övrig industri, sjukvård och forskning.
Med "låg- och medelaktivt" avses att avfallet inte behöver kylas, samt att det är relativt kortlivat. Med "kortlivat" avses att avfallets sammansättning är sådan att mycket små aktivitetsmängder finns kvar efter 1 000 till 4 000 år, till skillnad från använt kärnbränsle där analyserade tidshorisonter är betydligt längre. För de ämnen som återstår görs säkerhetsanalyser som visar att säkerheten är uppfylld även under den återstående avklingningstiden för dessa.
Anläggningen började byggas 1981, togs i drift 1988 och var då den första av sitt slag i världen. Lagringskapaciteten är 63 000 m³, fördelade på fyra bergrum, och en silo. Man tar årligen emot 1 000 m³ låg-  och medelaktivt avfall.

## Utbyggnad
För att man skall kunna börja riva de båda reaktorerna vid Barsebäcks kärnkraftverk måste SFR byggas ut kraftigt. En utbyggnad av SFR är planerad och beräknas vara klar tidigast 2023. Fullt utbyggt ska slutförvaret klara cirka 200 000 kubikmeter avfall.
Den 27 januari 2022 beslutade Regeringen Andersson att tillåta slutförvar av använt kärnbränsle i Forsmark, Östhammars kommun. Samtidigt beslutade regeringen även att tillåta en inkapslingsanläggning som behövs för att hantera det använda kärnbränslet i Oskarshamns kommun. Slutförvaret bygger på metoden KBS-3, som innebär att tre olika barriärer skyddar från strålning. Barriärerna utgörs först av kopparkapslar, därefter av bentonitlera och slutligen av berget där förvaret kommer att vara insprängt. Innan anläggningarna kan byggas ska ärendet även prövas i Mark- och miljödomstolen, som kan ställa villkor kring hur verksamheten ska bedrivas.[Uppdatering behövs]